# 1832년
1832년은 일요일로 시작하는 윤년이다.

## 연호
- 청(淸) 도광(道光) 12년
- 일본(日本) 덴포(天保) 3년
- 응우옌 왕조(阮朝) 민망(明命) 13년

## 기년
- 류큐(琉球) 쇼코왕(尚灝王) 29년
- 청(淸) 선종 도광제(宣宗 道光帝) 12년
- 조선(朝鮮) 순조(純祖) 32년
- 응우옌 왕조(阮朝) 명명제(明命帝) 13년

## 사건
- 2월 12일, 에콰도르가 갈라파고스 제도의 영유를 선언하였다.
- 2월 14일, 러시아제국이 폴란드 입헌왕국을 병합하였다.
- 2월 26일, 영국 동인도 회사가, 광주(廣州)에 와 있던 영국인 간첩 휴 해밀튼 린제이에 염탐을 시켰다. 그는 로드 애머스트(Lord Amherst)호의 선주를 사칭하고, 카를 귀츨라프와 함께 광동 이북에서의 무역 확장을 타진하기 위해서라는 구실로, 남오(南澳), 하문(廈門), 복주(福州), 영파(寧波), 상해(上海), 위해(威海) 등 항구를 돌아다니며 지형을 측량 및 제도하고, 정치·경제·군사 정보를 수집하여 영국의 외무대신 헨리 존 템플에게 건네주었다.[1][2]
- 3월, 보호구역에 있던 세미놀 족 수장들이 미국 정부와의 협상을 위해 소집되었다. (패인즈 랜딩 조약 참조)
- 4월 6일, 미국에서 블랙 호크 전쟁이 개시되었다.
- 5월, 런던에서 열린 런던 회의는 그리스에 안정적인 정부를 성립하기 위해 모인 국제 회의이다. 세 열강국(영국, 프랑스, 러시아) 간의 협상으로 바이에른 왕자 오톤을 임금으로 세워 그리스 왕국이 성립하였다. 5월 7일에 바이에른과 보호국 열강들이 체결한 의정서에 따라 그리스는 "군주정 독립국"으로 규정되었으며, 오스만 궁정에 보상금을 지불하도록 하였다. 또 그리스에 섭정을 두어 오톤이 성년이 될 때까지 나라를 다스리도록 하였으며, 240만 파운드의 차관을 더 빌려주었다.
- 5월 12일 밀라노의 카노비아나 극장에서 사랑의 묘약이 초연되었다.
- 5월 27일부터 6월 1일까지 바이에른 왕국 라인란트팔츠의 함바흐 성에서 함바흐 축제가 열렸다. 비정치적 행사로 위장하였으나 본질은 민족주의와 자유주의 운동이었다.
- 6월 4일, 영국 의회는 제1차선거법 개정법안을 가결시켰다.
- 6월 5일 ~ 6월 6일 -  파리에서 군주제 폐지를 기치로 6월 봉기가 일어났다.
- 7월 - 검은 독수리라고 불리는 인디언 추장이 백인마을을 습격함
- 7월 21일 오스만 제국 주재 영국 대사 스트래포드 캐닝 경과 여타 열강의 대표자들이 콘스탄티노폴리스 조약을 체결하여 5월의 런던 회의에서 결정된 사항을 비준하였다. 또한 새 그리스 왕국의 국경선을 아르타-볼로스 선으로 정하였다.
- 7월 22일(음력 6월 25일)에 휴 해밀튼 린제이가 선주로 사칭하여 승선한 로드 애머스트(The Lord Amherst) 호가 공충도 홍주의 고대도(古代島)[3] 뒷바다에 나타났다. 이 배의 선원들과 홍주 목사(洪州牧使) 이민회(李敏會)와 수군 우후(水軍虞候) 김형수(金瑩綬)는 한자문으로 문답을 나누었다.
- 8월, 로드 애머스트 호가  류큐국의 나하에 기항하였다. 이들 일행은 린카이지(臨海寺)의 가까이에서 상륙하였다. 그 때 모여든 민중과 일꾼들에게 한문으로 번역된 성서를 배포하였다. 류큐국 국왕 상씨(尚氏)에게도 한역 성서 세권을 증정하였다.
- 11월 2일부터 12월 5일까지 열린 1832년 미국 대통령 선거에서 앤드류 잭슨이 재선에 성공하였다.
- 12월 8일부터 이듬해 1월 8일까지 영국에서는 총선거가 실시되었다. 찰스 그레이 백작 내각의 여당 휘그당이 대승하였다.
- 멜라네시아라는 용어가 폴리네시아와 미크로네시아로부터 멜라네시아 섬들의 소수 민족 및 지리적 구별을 하기 위한 목적으로 뒤몽뒤르빌에 의해 처음 사용되었다.
- 그리스의 화폐 그리스 드라크마가 도입되었다. 벨기에 왕국은 벨기에 프랑을 도입하였다.
- 응우옌 왕조는 베트남 중부 지방에 있던 속국 참파를 완전히 병합하였다.
- 청나라, 광시 성과 후난성에서 소요가 발생하였다.

## 탄생
- 1월 23일 - 프랑스의 화가 에두아르 마네. (~1883년)
- 1월 27일 - 영국의 수학자 루이스 캐럴. (~1898년)
- 3월 2일 - 일본의 군인 겸 귀족 정치가 나카야마 다다요시.
- 3월 30일 - 조선의 문관 정치가 겸 외교관 김기수. (~1894년)
- 4월 8일 - 독일의 군인 알프레트 폰 발더제. (~1904년)
- 8월 16일 - 독일의 철학자, 심리학자 빌헬름 분트. (~1920년)
- 11월 9일 - 미국의 교육자 메리 스크랜튼. (~1909년)
- 11월 29일 - 미국의 소설가 루이자 메이 올컷. (~1988년)
- 12월 15일 - 프랑스의 건축가 귀스타브 에펠. (~1923년)

## 사망
- 3월 4일 - 프랑스의 이집트학 학자 장프랑수아 샹폴리옹. (1790년~)
- 3월 22일 - 독일의 작가, 철학자, 정치인 요한 볼프강 폰 괴테. (1749년~)
- 5월 31일 - 프랑스의 수학자 에바리스트 갈루아. (1811년~)
- 6월 6일 - 영국의 철학자 제러미 벤담. (1748년~)
- 7월 22일 - 프랑스의 황제 나폴레옹 2세. (1811년~)

## 달력
| 1월 |    |    |    |    |    |    |
| 일  | 월 | 화 | 수 | 목 | 금 | 토 |
| 1   | 2  | 3  | 4  | 5  | 6  | 7  |
| 8   | 9  | 10 | 11 | 12 | 13 | 14 |
| 15  | 16 | 17 | 18 | 19 | 20 | 21 |
| 22  | 23 | 24 | 25 | 26 | 27 | 28 |
| 29  | 30 | 31 |    |    |    |    |

| 2월 |    |    |    |    |    |    |
| 일  | 월 | 화 | 수 | 목 | 금 | 토 |
|     |    |    | 1  | 2  | 3  | 4  |
| 5   | 6  | 7  | 8  | 9  | 10 | 11 |
| 12  | 13 | 14 | 15 | 16 | 17 | 18 |
| 19  | 20 | 21 | 22 | 23 | 24 | 25 |
| 26  | 27 | 28 | 29 |    |    |    |

| 3월 |    |    |    |    |    |    |
| 일  | 월 | 화 | 수 | 목 | 금 | 토 |
|     |    |    |    | 1  | 2  | 3  |
| 4   | 5  | 6  | 7  | 8  | 9  | 10 |
| 11  | 12 | 13 | 14 | 15 | 16 | 17 |
| 18  | 19 | 20 | 21 | 22 | 23 | 24 |
| 25  | 26 | 27 | 28 | 29 | 30 | 31 |

| 4월 |    |    |    |    |    |    |
| 일  | 월 | 화 | 수 | 목 | 금 | 토 |
| 1   | 2  | 3  | 4  | 5  | 6  | 7  |
| 8   | 9  | 10 | 11 | 12 | 13 | 14 |
| 15  | 16 | 17 | 18 | 19 | 20 | 21 |
| 22  | 23 | 24 | 25 | 26 | 27 | 28 |
| 29  | 30 |    |    |    |    |    |

| 5월 |    |    |    |    |    |    |
| 일  | 월 | 화 | 수 | 목 | 금 | 토 |
|     |    | 1  | 2  | 3  | 4  | 5  |
| 6   | 7  | 8  | 9  | 10 | 11 | 12 |
| 13  | 14 | 15 | 16 | 17 | 18 | 19 |
| 20  | 21 | 22 | 23 | 24 | 25 | 26 |
| 27  | 28 | 29 | 30 | 31 |    |    |

| 6월 |    |    |    |    |    |    |
| 일  | 월 | 화 | 수 | 목 | 금 | 토 |
|     |    |    |    |    | 1  | 2  |
| 3   | 4  | 5  | 6  | 7  | 8  | 9  |
| 10  | 11 | 12 | 13 | 14 | 15 | 16 |
| 17  | 18 | 19 | 20 | 21 | 22 | 23 |
| 24  | 25 | 26 | 27 | 28 | 29 | 30 |

| 7월 |    |    |    |    |    |    |
| 일  | 월 | 화 | 수 | 목 | 금 | 토 |
| 1   | 2  | 3  | 4  | 5  | 6  | 7  |
| 8   | 9  | 10 | 11 | 12 | 13 | 14 |
| 15  | 16 | 17 | 18 | 19 | 20 | 21 |
| 22  | 23 | 24 | 25 | 26 | 27 | 28 |
| 29  | 30 | 31 |    |    |    |    |

| 8월 |    |    |    |    |    |    |
| 일  | 월 | 화 | 수 | 목 | 금 | 토 |
|     |    |    | 1  | 2  | 3  | 4  |
| 5   | 6  | 7  | 8  | 9  | 10 | 11 |
| 12  | 13 | 14 | 15 | 16 | 17 | 18 |
| 19  | 20 | 21 | 22 | 23 | 24 | 25 |
| 26  | 27 | 28 | 29 | 30 | 31 |    |

| 9월 |    |    |    |    |    |    |
| 일  | 월 | 화 | 수 | 목 | 금 | 토 |
|     |    |    |    |    |    | 1  |
| 2   | 3  | 4  | 5  | 6  | 7  | 8  |
| 9   | 10 | 11 | 12 | 13 | 14 | 15 |
| 16  | 17 | 18 | 19 | 20 | 21 | 22 |
| 23  | 24 | 25 | 26 | 27 | 28 | 29 |
| 30  |    |    |    |    |    |    |

| 10월 |    |    |    |    |    |    |
| 일   | 월 | 화 | 수 | 목 | 금 | 토 |
|      | 1  | 2  | 3  | 4  | 5  | 6  |
| 7    | 8  | 9  | 10 | 11 | 12 | 13 |
| 14   | 15 | 16 | 17 | 18 | 19 | 20 |
| 21   | 22 | 23 | 24 | 25 | 26 | 27 |
| 28   | 29 | 30 | 31 |    |    |    |

| 11월 |    |    |    |    |    |    |
| 일   | 월 | 화 | 수 | 목 | 금 | 토 |
|      |    |    |    | 1  | 2  | 3  |
| 4    | 5  | 6  | 7  | 8  | 9  | 10 |
| 11   | 12 | 13 | 14 | 15 | 16 | 17 |
| 18   | 19 | 20 | 21 | 22 | 23 | 24 |
| 25   | 26 | 27 | 28 | 29 | 30 |    |

| 12월 |    |    |    |    |    |    |
| 일   | 월 | 화 | 수 | 목 | 금 | 토 |
|      |    |    |    |    |    | 1  |
| 2    | 3  | 4  | 5  | 6  | 7  | 8  |
| 9    | 10 | 11 | 12 | 13 | 14 | 15 |
| 16   | 17 | 18 | 19 | 20 | 21 | 22 |
| 23   | 24 | 25 | 26 | 27 | 28 | 29 |
| 30   | 31 |    |    |    |    |    |

### 음양력 대조 일람
| 음력월 | 월건 | 대소 | 음력 1일의 양력 월일 | 음력 1일 간지 |
| ------ | ---- | ---- | -------------------- | ------------- |
| 1월    | 임인 | 소   | 2월 2일              | 기유          |
| 2월    | 계묘 | 대   | 3월 2일              | 무인          |
| 3월    | 갑진 | 소   | 4월 1일              | 무신          |
| 4월    | 을사 | 대   | 4월 30일             | 정축          |
| 5월    | 병오 | 소   | 5월 30일             | 정미          |
| 6월    | 정미 | 소   | 6월 28일             | 병자          |
| 7월    | 무신 | 대   | 7월 27일             | 을사          |
| 8월    | 기유 | 소   | 8월 26일             | 을해          |
| 9월    | 경술 | 대   | 9월 24일             | 갑진          |
| 윤9월  |      | 소   | 10월 24일            | 갑술          |
| 10월   | 신해 | 대   | 11월 22일            | 계묘          |
| 11월   | 임자 | 대   | 12월 22일            | 계유          |
| 12월   | 계축 | 대   | 1833년 1월 21일      | 계묘          |

## 참고 문헌
- 서중약 (1954년 6월). “THE SECRET MISSION OF THE LORD AMHERST ON THE CHINA COAST, 1832”. 《Harvard Journal of Asiatic Studies》. Vol. 17 (No. 1/2).